# Claire Tomalin
Claire Tomalin (születési neve Claire Delavenay) (London, 1933. június 20.–) angol irodalmi életrajzíró és újságíró.

## Irodalmi tevékenysége
Francia gimnáziumban érettségizett, Cambridge-ben angol irodalmat tanult. Egy ideig a könyvkiadásban dolgozott, majd újságíró lett. A New Statesman és a The Sunday Times irodalmi szerkesztője volt. A nyolcvanas évek végétől írók és velük kapcsolatban álló személyiségek életrajzait publikálta. Könyvei kivétel nélkül kedvező kritikákat kaptak.
Claire Tomalin a Royal Society of Literature tagja 1974 óta, elnökhelyettese 1976 óta, és a Nemzetközi PEN Club brit szekciójának egyik elnökhelyettese 1997 óta.
Első férje Nicholas Tomalin újságíró volt, aki a jom kippuri háborúban vesztette életét, második férje Michael Frayn regény- és drámaíró.

## Irodalmi díjak
- James Tait Black Memorial díj, 1990
- Hawthornden-díj, 1991
- Whitbread Book Award, 2002
- Rose Mary Crawshay-díj, 2003
- Latham díj, 2003
- Samuel Johnson-díj, 2003

## Művei
- The Young H. G. Wells: Changing the World, 2021, ISBN 978-1-984-87902-8
- A Life on My Own, 2017, ISBN 978-0-241-23995-7
- Charles Dickens: A Life, 2011, ISBN 978-0670917679
- Thomas Hardy: The Time-Torn Man, 2007, ISBN 978-1594201189
- Samuel Pepys: The Unequalled Self (New York, Alfred A. Knopf, 2002), ISBN 0-670-88568-1 or ISBN 0-14-028234-3
- Jane Austen: A Life, 2000, ISBN 0-14-029690-5
- Several Strangers; writing from three decades, 1999, Viking, London
- Katherine Mansfield: A Secret Life (London, Viking, 1987, 1998), ISBN 0-14-011715-6
- Mrs. Jordan's Profession: The Story of a Great Actress and a Future King, 1995, ISBN 0-14-015923-1
- Shelley and His World, 1992, ISBN 978-0140171525
- The Invisible Woman: The Story of Nelly Ternan and Charles Dickens (New York, Knopf, 1991), ISBN 039 457 95 93
- The Life and Death of Mary Wollstonecraft (London, Weidenfeld & Nicolsen, 1974), 1992, ISBN 0-14-016761-7

## Magyarul
- Jane Austen élete; ford. Sipos Katalin; Európa, Bp., 2010 ISBN 978-963-07-8942-4
- Charles Dickens élete; ford. Sipos Katalin; Európa, Bp., 2012 ISBN 978-963-07-9483-1

## Fordítás
- Ez a szócikk részben vagy egészben  a   Claire Tomalin című angol Wikipédia-szócikk fordításán alapul.  Az eredeti cikk szerkesztőit annak laptörténete sorolja fel. Ez a jelzés csupán a megfogalmazás eredetét és a szerzői jogokat jelzi, nem szolgál a cikkben szereplő információk forrásmegjelöléseként.